# 弟橘媛
弟橘媛（おとたちばなひめ）是日本武尊（倭建命）之妃。『日本書紀』記為弟橘媛、『古事記』記為弟橘比賣命。＂弟＂發音為おと，來自おとめ（漢字：乙女，意即少女），＂比賣＂發音為ひめ（漢字：姬、媛，意即公主），＂命＂發音為みこと（意即尊貴之人）。綜上所述，弟橘比賣命之意為：年輕的橘公主殿下。

## 記紀的弟橘媛（弟橘比賣命）
『日本書紀』記載，是穗積氏忍山宿禰之女，和日本武尊生有稚武彦王。日本武尊從相模渡海前往上總，出言輕視為小海，海突然颳起暴風，船無法航行，因而投水平息海神之怒。
『古事記』記載，倭建命在燒津遭到相武國造火攻，以倭比賣命所賜的草薙劍逃過一劫，來到走水海時，因波濤洶湧而無法前進。弟橘比賣命為化解海神之怒，投身入海。結果海波平穩，船才得以航行。
7日後，弟橘媛的梳子漂到海岸。取梳子作御陵，據說是橘樹神社的由來。
無法忘懷弟橘媛的日本武尊在碓日之嶺（『日本書紀』）或足柄坂本（『古事記』）嘆息「（我妻啊）」，據說此為日本的東部稱作「吾妻」（あずま）的由來。

## 神社
以弟橘媛為祭神的神社有分布關東一帶的吾妻神社（吾嬬神社）、和千葉縣茂原市的橘樹神社同名的橘樹神社。其他還有能褒野神社、走水神社等，和日本武尊合祀的神社。

## 脚注
1. ↑  『日本書紀（上）全現代語訳』 174ページ
2. ↑  『古事記（中）全訳注』 150ページ
3. ↑  『日本書紀（上）全現代語訳』 169ページ
4. ↑  『古事記（中）全訳注』 153ページ

## 關連項目
- 東國
- 玉崎神社
- 姉埼神社
- 蘇我比咩神社